# Jerzy Chromik
Jerzy Chromik   (Mysłowice, 15 de juny de 1931 - Katowice, 21 d'octubre de 1987) fou un atleta polonès, especialista en curses d'obstacles i de fons, que va competir durant les dècades de 1950 i 1960.
El 1956 va prendre part en els Jocs Olímpics d'Estiu de Melbourne, on fou quedà eliminat en sèries en la cursa dels 5.000 metres del programa d'atletisme. Quatre anys més tard, als Jocs de Roma, tornà a quedar eliminat en sèries en la cursa dels 3.000 metres obstacles del programa d'atletisme.
En el seu palmarès destaca una medalla d'or en els 3.000 metres obstacles del Campionat d'Europa d'atletisme de 1958. A nivell nacional va establir fins a 22 rècord polonesos en les distàncies compreses entre els 1.500 i els 10.000 metres. Fou 11 vegades campió de Polònia: 5.000 metres (1953), 10.000 metres (1955), 3.000 metres obstacles (1952, 1954, 1956, 1960, 1961 i 1962) i tres en curses de cros (1953, 1954 i 1956). Durant la seva carrera va posseir el rècord del món dels 3.000 metres obstacles en tres ocasions, fins a situar-lo en 8' 32.0" el 2 d'agost de 1958.

## Millors marques
- 800 metres. 1'52.2" (1955)
- 1.000 metres. 2'28.6" (1954)
- 1.500 metres. 3'44.8" (1958)
- 3.000 metres. 7'56.4" (1956)
- 5.000 metres. 13'51.0 " (1956)
- 10.000 metres. 29'10.0" (1956)
- 3.000 metres obstacles. 8' 32.0" (1958)[3][5]